# Desmos grandifolius
Desmos grandifolius (Finet & Gagnep.) C.Y.Wu ex P.T.Li – gatunek rośliny z rodziny flaszowcowatych (Annonaceae Juss.). Występuje naturalnie w Wietnamie oraz południowej części Chin (w południowym Junnanie). 

## Morfologia
PokrójZimozielony krzew dorastający do 5 m wysokości. Pędy są nagie.
LiścieMają podłużny kształt. Mierzą 21–28 cm długości oraz 6,5–8 cm szerokości. Nasada liścia jest od sercowatej do uciętej. Blaszka liściowa jest o ostrym lub krótko spiczastym wierzchołku. Ogonek liściowy jest owłosiony i dorasta do 8–10 mm długości.
KwiatySą pojedyncze lub zebrane po 2–4 w pęczki, rozwijają się w kątach pędów. Są zwisające, mniej lub bardziej owłosione. Mierzą 5–6 cm długości i 4–5 cm średnicy. Działki kielicha mają owalny kształt, dorastają do 10 mm długości, są owłosione od wewnętrznej strony. Płatki mają owalny kształt i żółtą barwę, osiągają do 5–6 cm długości i 1,5–2 cm szerokości, są owłosione, wewnętrzne są mniejsze od zewnętrznych. Kwiaty mają 15 owłosionych słupków o podłużnym kształcie i długości 2 mm.
OwoceTworzą owoc zbiorowy. Są owłosione. Osadzone na szypułkach.

## Biologia i ekologia
Rośnie w zaroślach i lasach. Występuje na wysokości do 500 m n.p.m. Kwitnie od marca do kwietnia, natomiast owoce pojawiają się od maja do września.